# Musée agricole de Maniquerville
Le musée agricole de Maniquerville est un ancien musée consacré aux pratiques agricoles anciennes, installé dans un ancien bâtiment du XIXe siècle. Il a ouvert en 1994 et a été fermé en 2020. La collection comportait plus de 1 300 outils et machines rassemblés par la maire de la commune, M. Loisel.